# Musée Serge-Prokofiev
Le musée Serge-Prokofiev  (en ukrainien : Меморіальний музей С. С. Прокоф'єва (Сонцівка)) est l'un des musées en l'honneur de Sergueï Prokofiev. Il a été fondé en 1991 à Sontsivka, village natal du musicien.

## En images

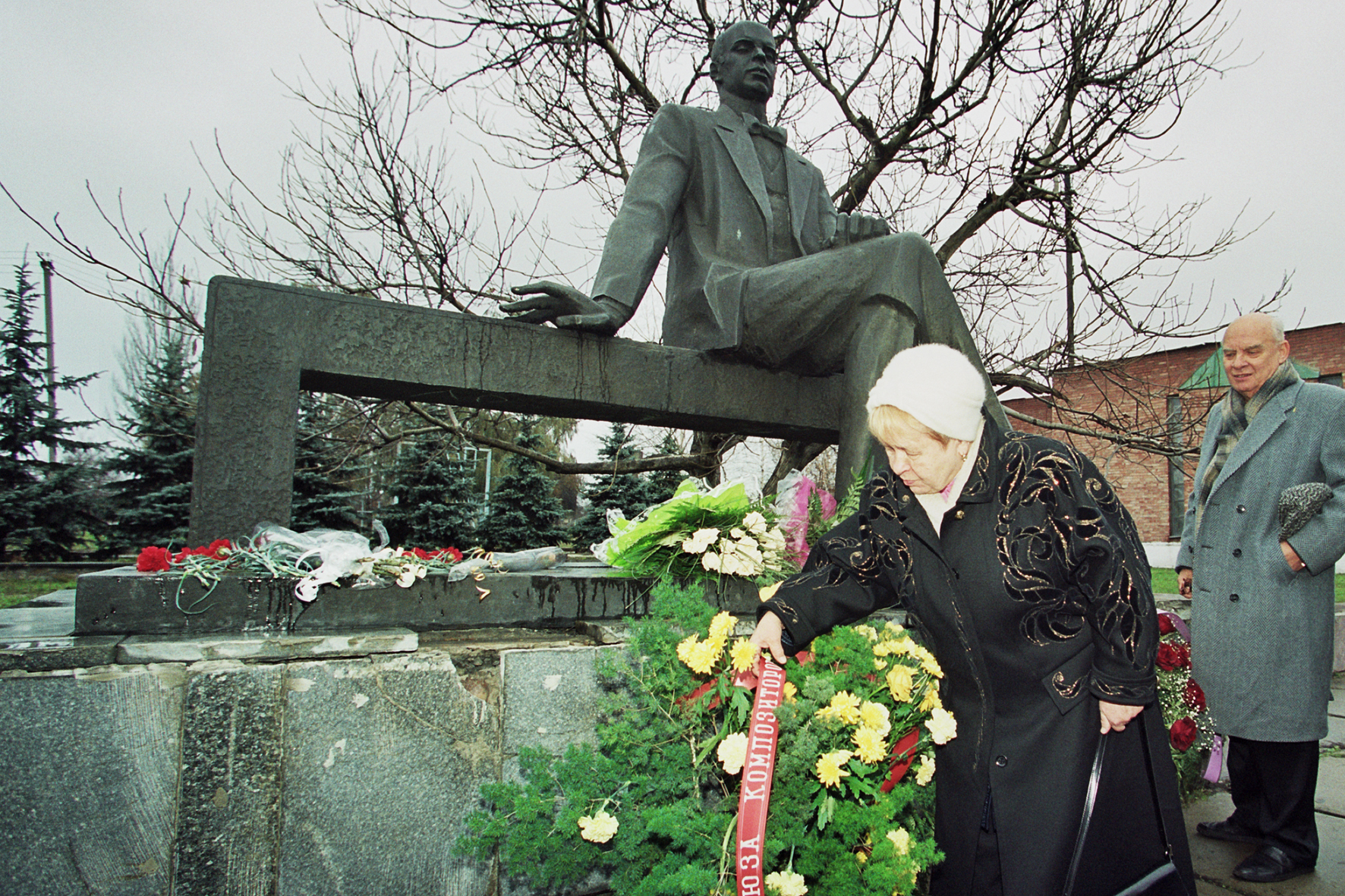
Alexandra Pakhmoutova et Nikolaï Dobronravov devant son monument monument classé
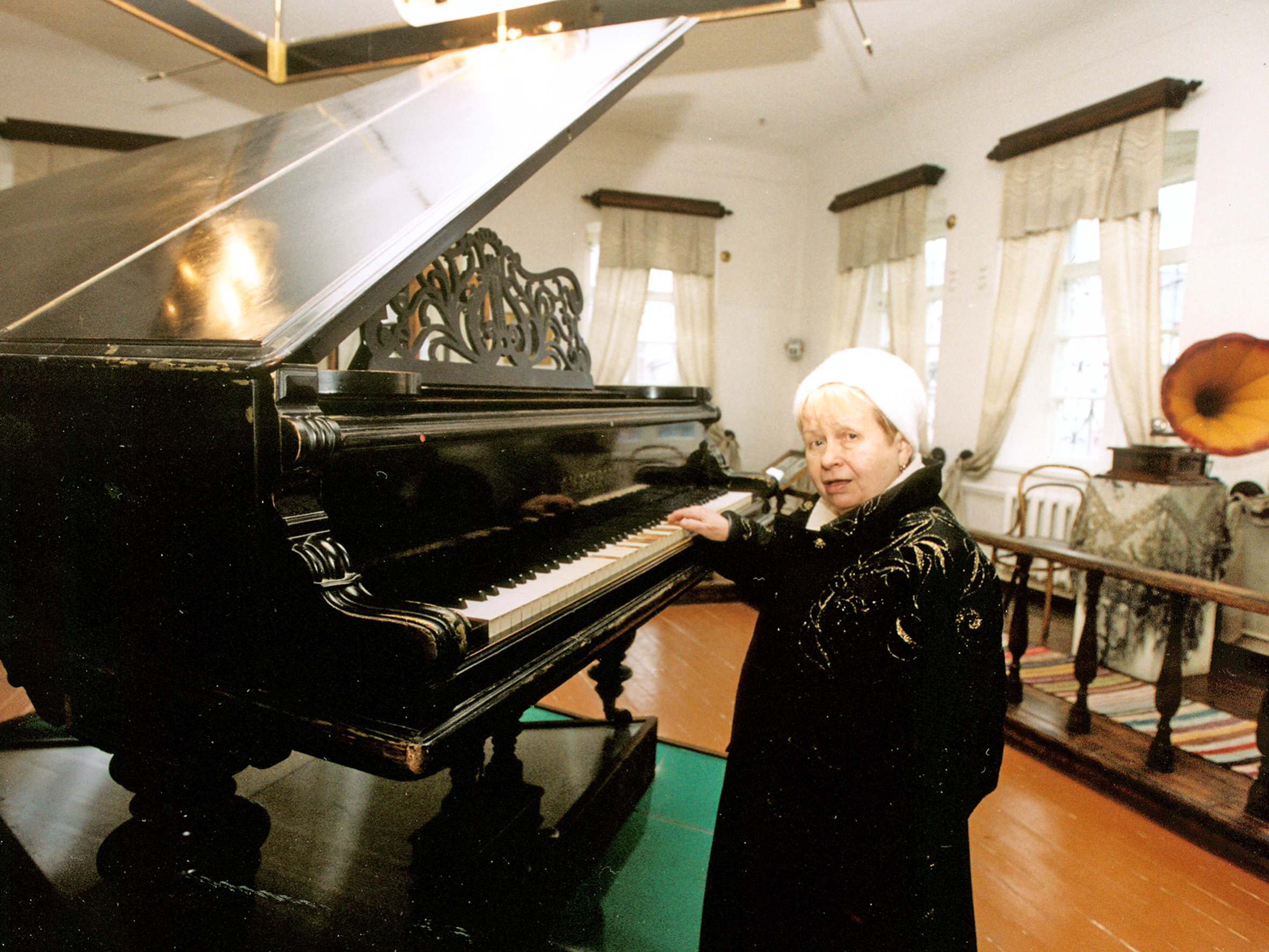
intérieur.